# Spider-Man: Miles Morales
Marvel’s Spider-Man: Miles Morales (в официальной русской локализации — «MARVEL Человек-Паук: Майлз Моралес») — компьютерная игра в жанре приключенческого экшена, разработанная Insomniac Games в сотрудничестве с Marvel Games и изданная Sony Interactive Entertainment. Основана на комиксах издательства Marvel Comics о Майлзе Моралесе, а также других медиа с участием этого персонажа, в частности анимационном фильме «Человек-паук: Через вселенные» (2018), который способствовал росту его популярности. Игра является спин-оффом Spider-Man (2018) и второй частью одноимённой игровой серии. По сюжету, недавно ставший супергероем Майлз Моралес пытается найти баланс между жизнью городского линчевателя и обычного подростка; новый дом Майлза, Гарлем, оказывается в эпицентре противостояния компании «Roxxon Energy Corporation» и оснащённой передовыми технологиями организации «Подполье» во главе с таинственным Тинкерером.
Игра представляет собой приключенческий боевик от третьего лица; игровой процесс построен вокруг перемещения Майлза по городу и использования его боевых способностей. Протагонист может свободно исследовать Нью-Йорк, взаимодействовать с другими персонажами, выполнять сюжетные и открывать новые гаджеты и костюмы. После прохождения побочных заданий игрок получает доступ к дополнительному контенту и различным коллекционным предметам. Во время сражений игрок комбинирует обычные, паутинные и ядовитые атаки с предметами окружающей среды, чтобы вывести из строя многочисленных противников и не получить урона.
Insomniac анонсировала игру в июне 2020 года в качестве эксклюзива для PlayStation 5, релиз которого состоялся в ноябре того же года. В этом же месяце параллельно вышла версия для PlayStation 4, в которой отсутствовали некоторые функции игры для консоли следующего поколения, такие как трассировка лучей и режим производительности 60 кадров в секунду, из-за технических ограничений PS4. Версия для Windows поступила в продажу 18 ноября 2022 года. Критики оценили игру преимущественно положительно и похвалили её боевую систему, повествование, контент и технические улучшения версии для PlayStation 5, однако сетовали на короткую продолжительность. К июлю 2021 года было продано более 6,5 миллионов копий. В октябре 2023 года состоялся выход сиквела Spider-Man 2, который является эксклюзивом для PlayStation 5.

## Сюжет
Повествование продолжает сюжет Spider-Man 2018 года и DLC «Город, который никогда не спит», где Майлз Моралес был укушен мутировавшим пауком. Теперь у него есть те же суперспособности, что и у Питера Паркера. Майлз носит свой традиционный чёрно-красный костюм и борется с преступниками, как Человек-паук. Тот не может спасать город, так как находится за океаном в «отпуске» вместе с Мэри Джейн Уотсон в стране Симкария. Паркер говорит Майлзу, что он должен быть похож на своего отца, полицейского, погибшего в теракте, чтобы стать героем Нью-Йорка.
Незадолго до начала сюжета игры семья Майлза переезжает в Гарлем, район, который оказывается под угрозой: корпорация Roxxon Energy Corporation, которой управляет Саймон Кригер, собирается решить перебои с электроэнергией при помощи строительства опасного реактора, работающего на выдуманном радиоактивном веществе нуформ. Тем временем в городе начинается война между Человеком-Пауком и высокотехнологичной преступной группировкой Подполье (англ. Underground), ведомой Умельцем, под маской которого скрывается Фина, школьная подруга Моралеса. Дядя Майлза тоже оказывается антигероем Бродягой, из-за чего поссорился с семьёй Джеффа Моралеса. Также он помогал Майлзу справляться с трудностями геройской жизни.

## Геймплей
Основной игровой процесс Marvel’s Spider-Man: Miles Morales аналогичен тому, что был в предыдущей игре. Игрок перемещается по открытому миру, который представляет собой заснеженную вымышленную версию современного Манхэттена, так как действие игры происходит зимой.
Майлз Моралес, как и Питер Паркер, может использовать паутину, чтобы атаковать врагов, ползать и бегать по стенам. В ключевых точках сюжетной линии он получает способность выводить из строя своих врагов с помощью электричества, камуфляж (временная невидимость) и улучшенный вариант атаки, бьющей оппонентов электричеством, позволяющий сразить сразу несколько целей за раз. Другие способности могут быть разблокированы через древо навыков. Майлз также имеет доступ к собственным уникальным гаджетам: дистанционным минам, которые могут прикрепляться к врагам, или электрическим панелям, устройству, которое может вызывать голографических бойцов, чтобы помочь ему в бою, и гравитационным колодцам, которые могут ловить нескольких врагов и позволяют легче попасть в них. Способности персонажа могут быть усовершенствованы по мере повышения уровня игрока.

## Разработка
Marvel’s Spider-Man: Miles Morales разработана Insomniac Games и издана Sony Interactive Entertainment для PlayStation 4 и PlayStation 5. Вице-президент Sony Саймон Раттер рассказал The Telegraph, что игра является «расширением и улучшением предыдущей игры». Однако позже Insomniac сделал проект отдельным релизом. Ожидалось, что он будет меньше по размеру и объёму, чем Spider-Man, и также его сравнивали с Uncharted: The Lost Legacy, которая была меньше по размеру и объёму, чем основные игры серии Uncharted.
В игре присутствует новая история, с новыми локациями, свежими злодеями и уникальными квестами. Для версии PlayStation 5 игра использует преимущества увеличенной вычислительной мощности консоли, выделенного оборудования для трассировки лучей, движка Tempest, контроллера DualSense, 3D-пространственное аудио и сокращённое время загрузки. Версия для PlayStation 5 поддерживает HDR и дополнительный режим производительности, который позволяет игре работать при разрешении 4K и 60 кадрах в секунду.
9 октября 2020 года Insomniac Games объявила в Twitter, что игра «ушла на золото», что означает её готовность к производству для розничной торговли, а дальнейшие обновления будут внедряться в игру с помощью патчей.

### Музыка
Джон Паэсано вернулся к написанию музыкальной партитуры для Marvel’s Spider-Man: Miles Morales после работы с Spider-Man 2018 года. В отличие от музыки игры 2018 года, которая была более оркестровой, саундтрек Marvel’s Spider-Man: Miles Morales сочетает оркестровую тематику с хип-хоп-стилистикой. Для саундтрека были написаны три оригинальные композиции: «I’m Ready» Джейдена Смита, «Where We Come From» и «This Is My Time», исполненные Lecrae.

## Релиз
Игра была анонсирована 11 июня 2020 года на мероприятии PlayStation 5 Reveal. 12 ноября 2020 года состоялся релиз игры для PlayStation 4, также в этот день в Северной Америке, Австралии и Новой Зеландии была выпущена версия игры для PlayStation 5; через неделю состоялся релиз игры для PlayStation 5 в остальных странах.
Игра доступна в различных изданиях. Стандартное издание включает в себя только базовую игру и доступно для обеих консолей, при этом версия PlayStation 4 поддерживает бесплатное обновление до версии PlayStation 5. Также для PlayStation 5 доступно издание Ultimate Edition, включающее в себя базовую игру и Spider-Man: Remastered.
Игра посвящена Чедвику Боузману, первому актёру, сыгравшему роль Чёрной Пантеры в Кинематографической вселенной Marvel, который умер за два месяца до выхода игры.

### Связующие средства массовой информации
7 октября 2020 года Marvel Games представила приквел романа Marvel’s Spider-Man: Miles Morales Wings of Fury, который был опубликован 10 ноября 2020 года и написан Бритни Моррис. Роман следует за Майлзом, который приходит к пониманию того, что значит быть Человеком-пауком. Он задаётся вопросами, когда Стервятник и его сообщник выпускают экспериментальную технику в Нью-Йорке. Также был анонсирован Marvel’s Spider-Man: Miles Morales — The Art Of The Game Мэтта Ральфса, релиз которого намечен на февраль 2021 года. Он включает в себя сборник концепт-артов, внутриигровые рендеринги и идеи от различных художников и Insomniac Games.

## Критика
| Сводный рейтинг       | Сводный рейтинг                    |
| Агрегатор             | Оценка                             |
| --------------------- | ---------------------------------- |
| Metacritic            | PS4: 84/100 PS5: 85/100 PC: 88/100 |
| Иноязычные издания    |                                    |
| Издание               | Оценка                             |
| Edge                  | 7/10                               |
| Famitsu               | 38/40                              |
| Game Informer         | 9/10                               |
| GameSpot              | 7/10                               |
| IGN                   | 9/10                               |
| Русскоязычные издания |                                    |
| Издание               | Оценка                             |
| 3DNews                | 6,0/10                             |
| «IGN Россия»          | 8/10                               |
| «Игромания»           | Достойно                           |
| «Канобу»              | 8/10                               |

Marvel’s Spider-Man: Miles Morales получил в целом благоприятные отзывы по данным агрегатора отзывов Metacritic, получив оценку в 85 баллов на основе 66 отзывов критиков для версии PlayStation 5 и оценку в 84 балла на основе 15 отзывов критиков для версии PlayStation 4.

### Продажи
Версия PlayStation 4 была продана 22 882 физическими копиями в течение первой недели продаж в Японии, что сделало её восьмой самой продаваемой розничной игрой недели в стране. В течение той же недели версия PlayStation 5 стала десятой по продажам розничной игрой в Японии.
Marvel’s Spider-Man: Miles Morales стала самой продаваемой игрой, выпущенной на физических носителях, в момент запуска PlayStation 5 в Великобритании.